# Amt Lißberg
Das Amt Lißberg war ein Amt der Landgrafschaft und zuletzt des Großherzogtums Hessen.

## Funktion
In Mittelalter und Früher Neuzeit waren Ämter eine Ebene zwischen den Gemeinden und der Landesherrschaft. Die Funktionen von Verwaltung und Rechtsprechung waren hier nicht getrennt. Dem Amt stand ein Amtmann vor, der von der Landesherrschaft eingesetzt wurde. 

## Geschichte
Das Amt Lißberg gelangte 1627, endgültig 1648 mit dem Westfälischen Frieden nach Jahrzehnte langem Streit mit der Landgrafschaft Hessen-Kassel zur Landgrafschaft Hessen-Darmstadt, die dann 1806 zum Großherzogtum Hessen wurde. Hier lag das Amt in der Provinz Oberhessen.
Ab 1820 kam es im Großherzogtum zu Verwaltungsreformen. 1821 wurden auch auf unterer Ebene Justiz und Verwaltung getrennt und alle Ämter aufgelöst. Für die bisher in den Ämtern wahrgenommenen Verwaltungsaufgaben wurden Landratsbezirke geschaffen, für die erstinstanzliche Rechtsprechung Landgerichte. Das Amt Lißberg wurde aufgelöst und seine Zuständigkeit im Bereich der Verwaltung auf zwei der neu gebildeten Landratsbezirke, den Landratsbezirk Nidda und den Landratsbezirk Schotten, seine Aufgaben, die es bis dahin in der Rechtsprechung wahrgenommen hatte, auf zwei Landgerichtsbezirke, Ortenberg und Schotten übertragen.

## Bestandteile
Am Ende des Alten Reiches gehörten nachfolgend aufgeführte Orte zum Amt Lißberg:
- Bobenhausen,
- Gericht Burkhards,[4]
- Gericht Crainfeld[5],
- Eckartsborn,
- Effolderbach,
- Lißberg und
- Schwickartshausen.

Das Gebiet des Amtes Lißberg lag auf den Gemarkungen der heutigen Gemeinden Grebenhain, Nidda, Ortenberg, Ranstadt und Schotten.

## Recht
Im Amt Lißberg galt das Gemeine Recht. Es behielt seine Geltung auch im gesamten 19. Jahrhundert und wurde erst zum 1. Januar 1900 von dem einheitlich im ganzen Deutschen Reich geltenden Bürgerlichen Gesetzbuch abgelöst.